# Renis Gjoka
Renis Gjoka, född 12 maj 1987 i Tirana, är en albansk sångare och tidigare medlem i bandet Burn. 
2012 deltog Gjoka i Kënga Magjike 14 tillsammans med Aleksandër Gjoka och med låten "I njëjti do mbetëm". I finalen slutade de på andra plats bakom segrande Alban Skënderaj. De vann även priset för tävlingens bästa rocklåt.
I december 2013 debuterade Gjoka i Festivali i Këngës 52 med låten "Mjegulla" (dimma). I finalen var han en av två artister som fick poäng av samtliga domare (den andre var vinnaren Hersiana Matmuja). Han fick totalt 22 poäng och slutade 9:a i tävlingen.
2015 deltar Gjoka för andra gången i Festivali i Këngës då han med låten "Ato që s'ti them dot" ställer upp i Festivali i Këngës 54.